# Bernd Muhlack
 (novembre 2024).
Bernd Muhlack (né en 1937 à Lübeck et mort en 2020 à Kiel) est un commerçant allemand et un collectionneur d'art africain.

## Biographie
Muhlack est né d'un père menuisier. Il a lui-même fondé une entreprise de meubles en 1972. Sur le plan commercial, il s'est surtout rendu dans différents pays d'Afrique, où il a fait fortune principalement en tant que marchand de bois. Il a vécu pendant des années au Cameroun. En 1961, il a rencontré Albert Schweitzer au Gabon ; cette rencontre aurait été une motivation pour s'intéresser toute sa vie à la culture africaine. Muhlack a passé la fin de sa vie à Kiel, où il est décédé en 2020,.

## Collection
Au cours de plusieurs décennies, Mulack a rassemblé environ 3 000 objets de la culture matérielle africaine, à la fois sur le marché international de l'art et surtout en Afrique même. Depuis les années 1960, il a également vendu des objets à des musées, comme le Ethnologische Museum Göttingen. Après que toutes les tentatives de céder sa collection à des musées africains aient échoué en raison de leur désintérêt et de leur manque de capacité, le Musée d'ethnologie de Lübeck, la ville natale de Muhlack, a accepté de reprendre la collection. C'est la plus grande donation que les musées de Lübeck aient jamais reçue. Depuis, des recherches approfondies sur la provenance et les conditions d'acquisition de la collection, dont la qualité est parfois controversée, sont en cours,,.